# タルクェク (衛星)
タルクェク (Saturn LII Tarqeq) は、土星の第52衛星である。イヌイット群に属する不規則衛星である。
2007年1月16日に、スコット・S・シェパード、デビッド・C・ジューイット、ブライアン・マースデン、ジャン・クレイナらの観測チームによって発見された。観測にはすばる望遠鏡が用いられた。発見は、同年4月13日に小惑星センターのサーキュラーで公表され、S/2007 S 1 という仮符号が与えられた。
その後、同年9月20日にイヌイットの神話に登場する月の神タルクェクに因んで命名され、Saturn LII という確定番号が与えられた。
タルクェクの直径は 6-7 km と推定されており、順行軌道でおよそ885日で土星を一周する。タルクェクはイヌイット群と呼ばれる土星の衛星のグループに属しており、これらの衛星は軌道要素や物理的性質が似ていることから共通の起源を持ち、大きな天体が破壊されることで形成された可能性がある。